# Општина Малурени (Арђеш)
Малурени (рум. Mălureni) општина је у Румунији у округу Арђеш.
Oпштина се налази на надморској висини од 369 m.